# 骆县
骆县，是中國西汉時設置的一個縣。
縣治在今内蒙古自治区呼和浩特市清水河县西南。属定襄郡。东汉建安二十年（215年），隨定襄郡废除而廢除。